# 激流～你還記得我嗎？～
《激流～你還記得我嗎？～》（日語：激流〜私を憶えていますか?〜），為日本NHK電視台於2013年6月25日起開播的週二晚間十點檔（電視劇10系列），由田中麗奈主演。
戲劇標語為「在青春的入口，我們好像失去了什麼吧...」（青春の入口で私たちは何を失ったのだろう…）。

## 登場人物

### 藤藤浦中學的同窗們
- 井上（三隅）圭子〈35〉　 田中麗奈 飾　（中學時期：森高愛）

文藝雜誌編輯。一次於前往京都的新幹線上，偶然遇見國中同學鯖島豐，這是畢業之後暌違20年的重逢。目前和丈夫雅彥處於離婚調停中，但由於丈夫的逃避，使得法院始終無法讓這起離婚成立。
- 東萩耕司〈35〉　 桐谷健太 飾　（中學時期：六車勇登）

警視廳搜查一課巡察部長。
- 河野（御堂原）貴子〈35〉　 國仲涼子 飾 （中學時期：廣瀨鈴）

專業主婦。當紅應召女郎。花名"香"。女兒就讀於私立名校"聖葉女子學院"，丈夫則是待業中。
- 長門悠樹　 （中學時期：石橋樹）
- 秋芳美彌〈35〉　 友阪理惠 飾　〈中學時期：南乃彩希〉

小說家兼"Silent Moon"聲樂家。以作品"陷阱與刺"榮獲文學獎。過去曾因違反"精神藥物及毒品取締法"而遭到逮捕。
- 鯖島 豐〈35〉　 山本耕史 飾　（中學時期：宮近海斗）

銀行行員。畢業於東京大學。由於已離婚的妻子和兒子一同住在神戶，一日為了與孩子見面便搭乘新幹線前往，卻在車上巧遇許久不見的國中同學三陽圭子。
- 小野寺冬葉〈15〉　 刈谷友衣子 飾

### 主角們的家人及相關人物
- 井上雅彥　 山口馬木也 飾

圭子的丈夫。由於和小說家高槻江美發生不倫戀，因而目前和妻子分居中。
- 河野 華　 小林星蘭 飾

祐也和貴子之女。
- 河野祐也　 二階堂智 飾

貴子的丈夫。
- 秋芳研二　 高橋一生 飾

美彌之弟。
- 小野寺裕子〈37-57〉　 田中美佐子 飾

冬葉之母。
- 旭村正隆〈35-55〉　 武田真治 飾
- 毛利佳奈子〈35-55〉　 賀來千香子 飾

### 代澤三丁目主婦殺人案相關者
- 中谷戶秀美　 前野千代子 飾 （照片演出）

案件被害人。丈夫弘士為食品業上班族。
- 榎 一之　 金子昇 飾 （照片演出）

秀美的不倫對象。殺人案的重要關係人，但目前下落不明。
- 佐分利新一　 日野陽仁 飾

警視廳世田谷南警察署強行犯組警部補。

### 圭子的關係者
- 伊東史生　 肥野龍也 飾

圭子的同事。
- 珠洲京谷　 高畑淳子 飾
- 高　田　 森本治行 飾

### 貴子的關係者
- 中村ユイ　 前城心 飾
- 川原ユキ　 石井心愛 飾
- 川原惠理　 中島亞梨沙 飾
- 大林隆之　 竹山隆範 飾

指名要貴子的"卡特蘭會議"之座上賓。

### 其他
- 久我恭子　 根岸季衣 飾

美彌的經理人。
- 桑野留美　 佐津川愛美 飾

## 製作團隊
- 腳　本：吉田紀子
- 音　樂：千佐明
- 導　演：佐佐木章光
- 主題曲：GLAY《DARK RIVER》（loversoul music & associates）
- 插　曲：GLAY《時鐘》（loversoul music & associates）
- 標　題：木下真理子
- 警務指導：吉川祐二
- 醫學監修：富名腰文人
- 吉他指導：椎谷求
- 聲樂指導：松尾奏子
- 鋼琴指導：宮津まり子
- 長笛指導：塚原ゆか
- 攝影協力：千葉縣電影委員會、宮津市、天羽中學
- 綜合製作：錢谷雅義、黑澤淳
- 製作著作：NHK、テレパック

## 各集標題
| 集數 | 播放日期      | 副標題 | 中譯副標題         | 導演       |
| ---- | ------------- | ------ | ------------------ | ---------- |
| 1    | 2013年6月25日 |        | 來自過去的電子郵件 | 佐佐木章光 |
| 2    | 2013年7月2日  |        | 時鐘開始轉動       | 佐佐木章光 |
| 3    | 2013年7月9日  |        | 如同落石           | 山內宗信   |
| 4    | 2013年7月16日 |        | 匍匐的黑影         | 山內宗信   |
| 5    | 2013年7月23日 |        | 看不見的惡意       | 村上牧人   |
| 6    | 2013年7月30日 |        | 邁向真相的光明     | 山內宗信   |
| 7    | 2013年8月6日  |        | 惡女的告白         | 村上牧人   |
| 8    | 2013年8月13日 |        | 對朋友的誓言       | 佐佐木章光 |

## 外部連結
- NHK 本劇官網 （页面存档备份，存于）（日語）
- 《激流》製作消息（日語）

| NHK 電視劇10                             | NHK 電視劇10                                             | NHK 電視劇10 |
| ---------------------------------------- | -------------------------------------------------------- | ------------ |
|                                          | 激流 ～你還記得我嗎？～ （2013年6月25日－2013年8月13日） |              |
| 第二樂章 （2013年4月6日－2013年6月11日） | 玻璃之家 （2013年9月3日－2013年10月29日）                |              |